# AVC Challenge Cup maschile 2023
L'AVC Challenge Cup maschile 2023 si è svolta dall'8 al 15 luglio 2023 a Taipei, in Taiwan: al torneo hanno partecipato quattordici squadre nazionali asiatiche e oceaniane e la vittoria finale è andata per la prima volta alla Thailandia.

## Impianti
|                                                                                 |                                                                      |  |
|                                                                                 |                                                                      |  |
| University of Taipei Gymnasium Città: Taipei Capienza: 4 500 Anno d'apertura: - | Taipei Gymnasium Città: Taipei Capienza: 2 300 Anno d'apertura: 1994 |  |

### Formula
La formula ha previsto:
- Prima fase, disputata con gironi all'italiana: le prime due classificate di ogni girone e la migliore terza classificata hanno acceduto alla fase finale per il primo posto, mentre le due peggiori terze classificate hanno acceduto al girone per il tredicesimo posto.
- Fase finale, disputata con:
  - Fase finale per il primo posto, giocata con ottavi di finale, quarti di finale, semifinali, finale per il terzo posto e finale; le sconfitte agli ottavi di finale hanno acceduto alla fase finale per il settimo posto (le peggiori quattro classificate nella prima fase hanno acceduto ai quarti di finale per il settimo posto mentre le migliori due classificate nella prima fase hanno acceduto alle semifinali per il settimo posto) mentre le sconfitte ai quarti di finale hanno acceduto alla finale per il quinto posto.
  - Finale per il quinto posto.
  - Fase finale per il settimo posto, giocata con quarti di finale, semifinali, finale per il settimo posto e finale per il quinto posto; le sconfitte ai quarti di finale hanno acceduto alla finale per l'undicesimo posto.
  - Finale per l'undicesimo posto.
  - Fase finale per il tredicesimo posto, giocata con girone all'italiana.

### Criteri di classifica
Se il risultato finale è stato di 3-0 o 3-1 sono stati assegnati 3 punti alla squadra vincente e 0 a quella sconfitta, se il risultato finale è stato di 3-2 sono stati assegnati 2 punti alla squadra vincente e 1 a quella sconfitta.
L'ordine del posizionamento in classifica è stato definito in base a:
- Numero di partite vinte;
- Punti;
- Ratio dei set vinti/persi;
- Ratio dei punti realizzati/subiti;
- Risultati degli scontri diretti.

## Squadre partecipanti
| Squadra        | Qualificazione       | Ultima partecipazione |
| -------------- | -------------------- | --------------------- |
| Arabia Saudita | 2ª nel ranking WAZVA | Kirghizistan 2022     |
| Australia      | 1ª nel ranking OZVA  | Debutto               |
| Bahrein        | 1ª nel ranking WAZVA | Debutto               |
| Corea del Sud  | 1ª nel ranking EAZVA | Debutto               |
| Filippine      | 4ª nel ranking SEAVA | Debutto               |
| Hong Kong      | 2ª nel ranking EAZVA | Sri Lanka 2018        |
| India          | 3ª nel ranking CAVA  | Debutto               |
| Indonesia      | 2ª nel ranking SEAVA | Debutto               |
| Kazakistan     | 2ª nel ranking CAVA  | Debutto               |
| Macao          | 3ª nel ranking EAZVA | Debutto               |
| Mongolia       | 4ª nel ranking EAZVA | Kirghizistan 2022     |
| Pakistan       | 1ª nel ranking CAVA  | Debutto               |
| Sri Lanka      | 4ª nel ranking CAVA  | Sri Lanka 2018        |
| Taipei cinese  | Paese organizzatore  | Debutto               |
| Thailandia     | 1ª nel ranking SEAVA | Debutto               |
| Uzbekistan     | 5ª nel ranking CAVA  | Kirghizistan 2022     |
| Vietnam        | 3ª nel ranking SEAVA | Debutto               |

## Torneo

### Fase a gironi
| Girone A      | Girone B       | Girone C  | Girone D  | Girone E  |
| ------------- | -------------- | --------- | --------- | --------- |
| Kazakistan    | Arabia Saudita | Hong Kong | Filippine | Australia |
| Taipei cinese | Corea del Sud  | -         | Macao     | Vietnam   |
| -             | Thailandia     | -         | Mongolia  | -         |

| Girone F  |
| --------- |
| Bahrein   |
| Indonesia |
| Sri Lanka |

#### Girone A

##### Risultati
| 8 luglio 2023 University of Taipei Gymnasium, Taipei Durata: 1h:49 - Spettatori: 3 000 | Taipei cinese | 3 - 1 | Kazakistan | 25-17, 21-25, 25-12, 25-23 |

##### Classifica
| Pos. | Squadra       | Pt | G | V | P | SV | SP | Ratio | PF | PS | Ratio |
| ---- | ------------- | -- | - | - | - | -- | -- | ----- | -- | -- | ----- |
| 1.   | Taipei cinese | 3  | 2 | 1 | 0 | 3  | 1  | 3,000 | 96 | 77 | 1,247 |
| 2.   | Kazakistan    | 0  | 2 | 0 | 1 | 1  | 3  | 0,333 | 77 | 96 | 0,802 |

      Qualificata alla fase finale per il primo posto.

#### Girone B

##### Risultati
| 8 luglio 2023 University of Taipei Gymnasium, Taipei Durata: 1h:20 - Spettatori: 1 400 | Corea del Sud  | 3 - 0 | Thailandia     | 25-20, 25-15, 25-23 |
| 9 luglio 2023 University of Taipei Gymnasium, Taipei Durata: 1h:24 - Spettatori: 700   | Arabia Saudita | 0 - 3 | Corea del Sud  | 17-25, 20-25, 23-25 |
| 10 luglio 2023 University of Taipei Gymnasium, Taipei Durata: 1h:20 - Spettatori: 200  | Thailandia     | 3 - 0 | Arabia Saudita | 25-20, 25-16, 25-17 |

##### Classifica
| Pos. | Squadra        | Pt | G | V | P | SV | SP | Ratio | PF  | PS  | Ratio |
| ---- | -------------- | -- | - | - | - | -- | -- | ----- | --- | --- | ----- |
| 1.   | Corea del Sud  | 6  | 2 | 2 | 0 | 6  | 0  | MAX   | 150 | 118 | 1,271 |
| 2.   | Thailandia     | 3  | 2 | 1 | 1 | 3  | 3  | 1,000 | 133 | 128 | 1,039 |
| 3.   | Arabia Saudita | 0  | 2 | 0 | 2 | 0  | 6  | 0,000 | 113 | 150 | 0,753 |

      Qualificata alla fase finale per il primo posto.
      Qualificata al girone tredicesimo posto.

#### Girone D

##### Risultati
| 8 luglio 2023 Taipei Gymnasium, Taipei Durata: 1h:22 - Spettatori: 200  | Macao     | 0 - 3 | Mongolia  | 14-25, 20-25, 19-25               |
| 9 luglio 2023 Taipei Gymnasium, Taipei Durata: 1h:11 - Spettatori: 230  | Filippine | 3 - 0 | Macao     | 25-21, 25-15, 25-14               |
| 10 luglio 2023 Taipei Gymnasium, Taipei Durata: 2h:10 - Spettatori: 230 | Mongolia  | 2 - 3 | Filippine | 25-22, 21-25, 24-26, 25-23, 12-15 |

##### Classifica
| Pos. | Squadra   | Pt | G | V | P | SV | SP | Ratio | PF  | PS  | Ratio |
| ---- | --------- | -- | - | - | - | -- | -- | ----- | --- | --- | ----- |
| 1.   | Filippine | 5  | 2 | 2 | 0 | 6  | 2  | 3,000 | 186 | 157 | 1,185 |
| 2.   | Mongolia  | 4  | 2 | 1 | 1 | 5  | 3  | 1,667 | 182 | 164 | 1,110 |
| 3.   | Macao     | 0  | 2 | 0 | 2 | 0  | 6  | 0,000 | 103 | 150 | 0,687 |

      Qualificata alla fase finale per il primo posto.

#### Girone E

##### Risultati
| 9 luglio 2023 Taipei Gymnasium, Taipei Durata: 2h:14 - Spettatori: 250 | Vietnam | 1 - 3 | Australia | 23-25, 16-25, 35-33, 20-25 |

##### Classifica
| Pos. | Squadra   | Pt | G | V | P | SV | SP | Ratio | PF  | PS  | Ratio |
| ---- | --------- | -- | - | - | - | -- | -- | ----- | --- | --- | ----- |
| 1.   | Australia | 3  | 2 | 1 | 0 | 3  | 1  | 3,000 | 108 | 94  | 1,149 |
| 2.   | Vietnam   | 0  | 2 | 0 | 1 | 1  | 3  | 0,333 | 94  | 108 | 0,870 |

      Qualificata alla fase finale per il primo posto.

#### Girone F

##### Risultati
| 8 luglio 2023 University of Taipei Gymnasium, Taipei Durata: 1h:52 - Spettatori: 1 432  | Sri Lanka | 1 - 3 | Indonesia | 21-25, 19-25, 25-20, 17-25        |
| 9 luglio 2023 University of Taipei Gymnasium, Taipei Durata: 2h:08 - Spettatori: 220    | Bahrein   | 3 - 1 | Sri Lanka | 28-26, 25-20, 26-28, 26-24        |
| 10 luglio 2023 University of Taipei Gymnasium, Taipei Durata: 2h:39 - Spettatori: 1 000 | Indonesia | 3 - 2 | Bahrein   | 33-31, 25-27, 21-25, 25-23, 15-11 |

##### Classifica
| Pos. | Squadra   | Pt | G | V | P | SV | SP | Ratio | PF  | PS  | Ratio |
| ---- | --------- | -- | - | - | - | -- | -- | ----- | --- | --- | ----- |
| 1.   | Indonesia | 5  | 2 | 2 | 0 | 6  | 3  | 2,000 | 214 | 199 | 1,075 |
| 2.   | Bahrein   | 4  | 2 | 1 | 1 | 5  | 4  | 1,250 | 222 | 217 | 1,023 |
| 3.   | Sri Lanka | 0  | 2 | 0 | 2 | 2  | 6  | 0,333 | 180 | 200 | 0,900 |

      Qualificata alla fase finale per il primo posto.
      Qualificata al girone tredicesimo posto.

### Fase finale

#### Finale 1º e 3º posto
|  | Ottavi di finale | Ottavi di finale | Ottavi di finale |  |  | Quarti di finale | Quarti di finale | Quarti di finale |            |   | Semifinali | Semifinali    | Semifinali |         |   | Finale          | Finale          | Finale          |  |
|  |                  |                  |                  |  |  |                  |                  |                  |            |   |            |               |            |         |   |                 |                 |                 |  |
|  | 1A               | Taipei cinese    | 1                |  |  |                  |                  |                  |            |   |            |               |            |         |   |                 |                 |                 |  |
|  | 2E               | Vietnam          | 3                |  |  | 2E               | Vietnam          | -                |            |   |            |               |            |         |   |                 |                 |                 |  |
|  |                  |                  |                  |  |  | -                | Bye              | -                |            |   |            |               |            |         |   |                 |                 |                 |  |
|  |                  |                  |                  |  |  |                  |                  |                  |            |   | 2E         | Vietnam       | 1          |         |   |                 |                 |                 |  |
|  | 1F               | Indonesia        | 3                |  |  |                  |                  | 2B               | Thailandia | 3 |            |               |            |         |   |                 |                 |                 |  |
|  | 2A               | Kazakistan       | 0                |  |  | 1F               | Indonesia        | 2                |            |   |            |               |            |         |   |                 |                 |                 |  |
|  | 1C               | Hong Kong        | 1                |  |  | 2B               | Thailandia       | 3                |            |   |            |               |            |         |   |                 |                 |                 |  |
|  | 2B               | Thailandia       | 3                |  |  |                  |                  |                  |            |   | 2B         | Thailandia    | 3          |         |   |                 |                 |                 |  |
|  | 1B               | Corea del Sud    | 3                |  |  |                  |                  |                  |            |   |            |               | 2F         | Bahrein | 0 |                 |                 |                 |  |
|  | 2D               | Mongolia         | 0                |  |  | 1B               | Corea del Sud    | -                |            |   |            |               |            |         |   |                 |                 |                 |  |
|  |                  |                  |                  |  |  | -                | Bye              | -                |            |   |            |               |            |         |   |                 |                 |                 |  |
|  |                  |                  |                  |  |  |                  |                  |                  |            |   | 1B         | Corea del Sud | 0          |         |   | Finale 3º posto | Finale 3º posto | Finale 3º posto |  |
|  | 1D               | Filippine        | 0                |  |  |                  |                  | 2F               | Bahrein    | 3 |            |               |            |         |   |                 |                 |                 |  |
|  | 2F               | Bahrein          | 3                |  |  | 2F               | Bahrein          | 3                |            |   |            |               |            |         |   | 2E              | Vietnam         | 1               |  |
|  | 1E               | Australia        | 3                |  |  | 1E               | Australia        | 1                |            |   | 1B         | Corea del Sud | 3          |         |   |                 |                 |                 |  |
|  | 3D               | Macao            | 0                |  |  |                  |                  |                  |            |   |            |               |            |         |   |                 |                 |                 |  |

##### Ottavi di finale
| 12 luglio 2023 University of Taipei Gymnasium, Taipei Durata: 1h:17 - Spettatori: 400   | Filippine     | 0 - 3 | Bahrein    | 20-25, 17-25, 23-25        |
| 12 luglio 2023 University of Taipei Gymnasium, Taipei Durata: 1h:20 - Spettatori: 860   | Corea del Sud | 3 - 0 | Mongolia   | 25-16, 25-21, 25-20        |
| 12 luglio 2023 University of Taipei Gymnasium, Taipei Durata: 1h:27 - Spettatori: 1 421 | Indonesia     | 3 - 0 | Kazakistan | 30-28, 25-21, 25-15        |
| 12 luglio 2023 Taipei Gymnasium, Taipei Durata: 1h:05 - Spettatori: 215                 | Australia     | 3 - 0 | Macao      | 25-10, 25-13, 25-8         |
| 12 luglio 2023 University of Taipei Gymnasium, Taipei Durata: 1h:56 - Spettatori: 3 000 | Taipei cinese | 1 - 3 | Vietnam    | 20-25, 25-23, 19-25, 15-25 |
| 12 luglio 2023 Taipei Gymnasium, Taipei Durata: 1h:44 - Spettatori: 285                 | Hong Kong     | 1 - 3 | Thailandia | 25-15, 8-25, 22-25, 11-25  |

##### Quarti di finale
| 13 luglio 2023 University of Taipei Gymnasium, Taipei Durata: 2h:16 - Spettatori: 400 | Indonesia | 2 - 3 | Thailandia | 20-25, 27-25, 25-20, 16-25, 12-15 |
| 13 luglio 2023 University of Taipei Gymnasium, Taipei Durata: 1h:50 - Spettatori: 280 | Bahrein   | 3 - 1 | Australia  | 25-19, 25-22, 18-25, 25-18        |

##### Semifinali
| 14 luglio 2023 University of Taipei Gymnasium, Taipei Durata: 1h:48 - Spettatori: 375   | Vietnam       | 1 - 3 | Thailandia | 25-20, 13-25, 22-25, 15-25 |
| 14 luglio 2023 University of Taipei Gymnasium, Taipei Durata: 1h:42 - Spettatori: 1 000 | Corea del Sud | 0 - 3 | Bahrein    | 33-35, 23-25, 20-25        |

##### Finale 3º posto
| 15 luglio 2023 University of Taipei Gymnasium, Taipei Durata: 1h:50 - Spettatori: 1 920 | Vietnam | 1 - 3 | Corea del Sud | 22-25, 19-25, 25-22, 21-25 |

##### Finale
| 15 luglio 2023 University of Taipei Gymnasium, Taipei Durata: 1h:18 - Spettatori: 1 200 | Thailandia | 3 - 0 | Bahrein | 25-20, 25-20, 25-16 |

#### Finale 5º posto
| 15 luglio 2023 University of Taipei Gymnasium, Taipei Durata: 1h:43 - Spettatori: 850 | Indonesia | 1 - 3 | Australia | 20-25, 18-25, 25-19, 16-25 |

#### Finale 7º e 9º posto
|  | Quarti di finale | Quarti di finale | Quarti di finale |            |    | Semifinali | Semifinali      | Semifinali      |                 |               | Finale 7º posto | Finale 7º posto | Finale 7º posto |  |
|  |                  |                  |                  |            |    |            |                 |                 |                 |               |                 |                 |                 |  |
|  |                  |                  |                  |            |    | 1A         | Taipei cinese   | 0               |                 |               |                 |                 |                 |  |
|  |                  |                  |                  |            |    | 1A         | Taipei cinese   | 0               |                 |               |                 |                 |                 |  |
|  |                  |                  | 2A               | Kazakistan | 3  |            |                 |                 |                 |               |                 |                 |                 |  |
|  | 2A               | Kazakistan       | 2A               | Kazakistan | 3  | 3          |                 |                 |                 |               |                 |                 |                 |  |
|  | 2A               | Kazakistan       |                  |            |    |            |                 |                 |                 |               |                 |                 |                 |  |
|  | 1C               | Hong Kong        | 0                |            |    |            |                 |                 |                 |               |                 |                 |                 |  |
|  | 1C               | Hong Kong        | 0                |            | 2A | Kazakistan | 3               |                 |                 |               |                 |                 |                 |  |
|  |                  |                  |                  |            |    |            |                 |                 |                 |               |                 |                 |                 |  |
|  |                  |                  | 2D               | Mongolia   | 0  |            |                 |                 |                 |               |                 |                 |                 |  |
|  |                  |                  |                  | Mongolia   | 0  |            |                 |                 |                 |               |                 |                 |                 |  |
|  |                  |                  |                  |            |    |            |                 |                 |                 |               |                 |                 |                 |  |
|  |                  |                  |                  |            |    |            |                 |                 |                 |               |                 |                 |                 |  |
|  |                  | 2D               | Mongolia         | 3          |    |            | Finale 9º posto | Finale 9º posto | Finale 9º posto |               |                 |                 |                 |  |
|  |                  |                  |                  | 3          |    |            |                 |                 |                 |               |                 |                 |                 |  |
|  |                  |                  | 1D               | Filippine  | 2  |            |                 |                 |                 |               |                 |                 |                 |  |
|  | 1D               | Filippine        | 1D               | Filippine  | 2  | 3          |                 |                 | 1A              | Taipei cinese | 3               |                 |                 |  |
|  | 1D               | Filippine        |                  |            |    |            |                 |                 | 1A              | Taipei cinese | 3               |                 |                 |  |
|  | 3D               | Macao            | 0                |            |    | 1D         | Filippine       | 1               |                 |               |                 |                 |                 |  |

##### Quarti di finale
| 13 luglio 2023 University of Taipei Gymnasium, Taipei Durata: 1h:13 - Spettatori: 230 | Kazakistan | 3 - 0 | Hong Kong | 25-18, 25-16, 25-15 |
| 13 luglio 2023 Taipei Gymnasium, Taipei Durata: 1h:18 - Spettatori: 200               | Filippine  | 3 - 0 | Macao     | 25-15, 25-16, 25-17 |

##### Semifinali
| 14 luglio 2023 Taipei Gymnasium, Taipei Durata: 1h:24 - Spettatori: 1 300 | Taipei cinese | 0 - 3 | Kazakistan | 22-25, 23-25, 23-25               |
| 14 luglio 2023 Taipei Gymnasium, Taipei Durata: 2h:21 - Spettatori: 226   | Mongolia      | 3 - 2 | Filippine  | 17-25, 23-25, 25-23, 25-22, 15-12 |

##### Finale 9º posto
| 15 luglio 2023 Taipei Gymnasium, Taipei Durata: 2h:00 - Spettatori: 1 620 | Taipei cinese | 3 - 1 | Filippine | 25-22, 25-17, 26-28, 25-22 |

##### Finale 7º posto
| 15 luglio 2023 Taipei Gymnasium, Taipei Durata: 1h:06 - Spettatori: 563 | Kazakistan | 3 - 0 | Mongolia | 25-16, 25-16, 25-20 |

#### Finale 11º posto
| 14 luglio 2023 Taipei Gymnasium, Taipei Durata: 1h:21 - Spettatori: 225 | Hong Kong | 3 - 0 | Macao | 25-16, 25-18, 25-20 |

#### Girone 13º posto

##### Risultati
| 13 luglio 2023 Taipei Gymnasium, Taipei Durata: 1h:05 - Spettatori: 210 | Sri Lanka | 3 - 0 | Arabia Saudita | 25-15, 25-17, 25-14 |

##### Classifica
| Pos. | Squadra        | Pt | G | V | P | SV | SP | Ratio | PF | PS | Ratio |
| ---- | -------------- | -- | - | - | - | -- | -- | ----- | -- | -- | ----- |
| 1.   | Sri Lanka      | 3  | 2 | 1 | 0 | 3  | 0  | MAX   | 75 | 46 | 1,630 |
| 2.   | Arabia Saudita | 0  | 2 | 0 | 1 | 0  | 3  | 0,000 | 46 | 75 | 0,613 |

## Classifica finale
| Pos | Squadra        | Rosa |
| --- | -------------- | --- |
|     | Thailandia     | Formazione: 4 Promchan, 5 Chuaymee, 8 Pinkaew, 9 Bhinijdee, 10 Wongtorn, 11 Sanhatham, 12 Thaweerat, 13 Maneewong, 14 Charoensuk, 19 Upakam, 20 Khongrueng, 22 Phanram, 23 Chantajorn, 25 Nilsawai, CT: Park                |
|     | Bahrein        | Formazione: 1 Abdulrasool, 3 Aldawiri, 4 Al Khabbaz, 7 Alafyah, 8 Abdulwahed, 9 Abdulla, 11 Habib, 13 Ebrahim, 14 Salman, 15 Anan, 17 Yaqoob, 18 Haroon, 20 Sultan, 21 Alaiwi, CT: Wolochin                                 |
|     | Corea del Sud  | Formazione: 2 Hwang T.e., 3 Gim, 5 Park K.m., 6 Oh, 7 Heo, 8 Jung, 9 Lim, 11 Kim M.j., 14 Hwang K.m., 16 Jeong, 17 Im D.h., 18 Jo, 20 Lee S.h., 23 Park J.h., CT: Im                                                        |
| 4.  | Vietnam        | Formazione: 1 Trung Trực, 2 Duy Phúc, 6 Văn Hiệp, 8 Duy Tuyến, 9 Thanh Thuận, 10 Huỳnh Anh Phi, 11 Thế Khải, 12 Thanh Hải, 14 Ngọc Hoàng, 15 Văn Duy, 16 Xuân Đức, 17 Ngọc Thuân, 18 Văn Tiên, CT: Đình Tiền                |
| 5.  | Australia      | Formazione: 2 Dosanjh, 4 Holland, 7 Weir, 8 O'Dea, 11 Perry, 12 Mote, 14 Hazelden, 19 D'Arcy, 21 Butler, 29 Garrett, 31 Aubrey, 33 Flowerday, 35 Kemp, 37 Baird, CT: Preston                                                |
| 6.  | Indonesia      | Formazione: 1 Agustin, 3 Arabi, 4 Kurniawan, 6 Malizi, 10 Putratama, 12 Nurmulki, 13 Zulfi, 14 Halim, 15 Zulfikri, 17 Anggara, 19 Abhinaya, 20 Irpan, 21 Haryono, 23 Julfikar, CT: Jiang                                    |
| 7.  | Kazakistan     | Formazione: 1 Boken, 4 Gabdulin, 7 Netalin, 8 Yechshenko, 9 Okunev, 10 Tleulin, 11 Akimov, 13 Kunchenko, 18 Vorivodin, 21 Ustinov, 23 Serik, 24 Nurmakhambetov, 25 Tavolzhanskiy, 77 Michshenko, CT: Grebennikov            |
| 8.  | Mongolia       | Formazione: 1 Ankhbayar, 2 Tamiraa, 3 Zolboo, 4 Tsend-Ayuush, 5 Buyanjargal, 6 Choijilsüren, 7 Battur, 9 Törmandakh, 15 Altankhuyag, 19 Amar, 23 Ariun, 24 Nyamsükh, CT: Batbold                                            |
| 9.  | Taipei cinese  | Formazione: 2 Jhang, 3 Li, 4 Tseng, 5 Lin C., 6 Tai, 8 Lei, 9 Kao, 11 Wu, 14 Chang, 15 Chan, 16 Yen, 17 Lin Y.h., 19 Chen, 20 Tsai, CT: Branislav                                                                           |
| 10. | Filippine      | Formazione: 1 Mangulabnan, 2 Kampton, 3 Dayandante, 4 Lorenzo, 5 Ka, 6 Malabunga, 8 Rotter, 11 Umandal, 15 Espejo, 17 Intal, 18 Gampong, 20 Josafat, 22 Sumanguid, 24 Njigha, CT: Veloso                                    |
| 11. | Hong Kong      | Formazione: 1 Wong, 2 Lam S.l., 3 Chiu Y.h., 4 Leung H.y., 5 Wang, 6 Lam C.h., 8 Ching, 10 Yuen, 11 Siu, 14 Chiu K.t., 16 Leung P.c., 18 Tam, 20 Cheung, CT: Mihailović                                                     |
| 12. | Macao          | Formazione: 1 Ao, 2 Kuan K.k., 4 Kuan C.k., 5 Sit, 7 Lam K.f., 8 Lam P.l., 9 Tai, 10 Tang, 11 Leong, 12 Chan C.s., 15 Chan K.l., 17 Ling, 18 Kung, 19 Tam, CT: de Souza                                                     |
| 13. | Sri Lanka      | Formazione: 1 Chamara, 2 Wannigamage, 3 A. Perera, 4 T. Lakmal, 5 Chamath, 8 W. Lakmal, 9 Wasanthapriya, 11 Jayawardhana, 12 S. Perera, 14 Wickramasena, 16 S. Bandara, 17 Sagara, 18 Romesh, 19 M. Bandara, CT: Jayasekara |
| 14. | Arabia Saudita | Formazione: 2 Alkhaibary, 4 Younous, 7 Alkaibi, 8 Bin Saad, 9 Almureet, 10 Alzahrani, 11 Mowais, 12 Bin Junayh, 13 Alasiri, 14 Alkhawaher, 15 Alshinkite, 16 Alharbi, 19 Alghamdi, 20 Alsharfa, CT: Vuković                 |

|  | Qualificata alla Volleyball Challenger Cup 2023 e all'AVC Challenge Cup 2024. |

|  |  | Qualificata all'AVC Challenge Cup 2024. |

## Premi individuali
| Premio                | Nome             | Squadra       |
| --------------------- | ---------------- | ------------- |
| MVP                   | Anurak Phanram   | Thailandia    |
| Miglior palleggiatore | Hwang Taek-eui   | Corea del Sud |
| Miglior opposto       | Ali Khamis       | Bahrein       |
| Miglior schiacciatore | Anut Promchan    | Thailandia    |
| Miglior schiacciatore | Mohamed Yaqoob   | Bahrein       |
| Miglior centrale      | Kissada Nilsawai | Thailandia    |
| Miglior centrale      | Kim Min-jae      | Corea del Sud |
| Miglior libero        | Ayman Haroon     | Bahrein       |